# Silvia Modig
Anna Silvia Modig (ur. 8 lipca 1976 w Helsinkach) – fińska polityk, prezenterka radiowa i telewizyjna, przedstawicielka mniejszości szwedzkojęzycznej, posłanka do Eduskunty, deputowana do Parlamentu Europejskiego IX kadencji.

## Życiorys
Od osiemnastego roku życia zawodowo związana z branżą mediową, zaczynała w programach dla dzieci i młodzieży produkowanych przez Yle. Później prowadziła takie programy rozrywkowej jak Not Born to Rock i Popkult.
Zaangażowała się w działalność polityczną w ramach Sojuszu Lewicy. Wybierana na radną miejską w Helsinkach. W wyborach parlamentarnych w 2011 po raz pierwszy uzyskała mandat deputowanej do Eduskunty. W 2015 z powodzeniem ubiegała się o reelekcję, zasiadając w fińskim parlamencie do 2019. W tym samym roku została wybrana na eurodeputowaną IX kadencji.
Jest jawną lesbijką; zawarła rejestrowany związek partnerski z Rakel Liekki, dziennikarką i byłą aktorką pornograficzną.